# Głuszyca Górna
Głuszyca Górna (deutsch Oberwüstegiersdorf) ist ein Ort in der  Stadt- und Landgemeinde Głuszyca im Powiat Wałbrzyski der Woiwodschaft Niederschlesien in Polen. Es liegt drei Kilometer südlich von Głuszyca (Wüstegiersdorf).

## Geographie
Głuszyca Górna liegt zwischen dem Eulengebirge und dem Braunauer Bergland, an der Weistritz, die bei Bartnica (Beutengrund) entspringt. Durch den Ort verläuft die Woiwodschaftsstraße 381, die von Wałbrzych (Waldenburg) nach Kłodzko (Glatz) führt. Nachbarorte sind Głuszyca im Norden, Kolce (Dörnhau) und Sierpnice (Rudolfswaldau) im Osten, Nowa Głuszyca (Neuwüstegiersdorf) im Südosten, Łomnica (Lomnitz) im Westen und Grzmiąca (Donnerau) im Nordwesten. Jenseits der Grenze zu Tschechien liegt Janovičky (Johannesberg), von dem aus eine Straße ins unweit entfernte Broumov (Braunau) führt.

## Geschichte

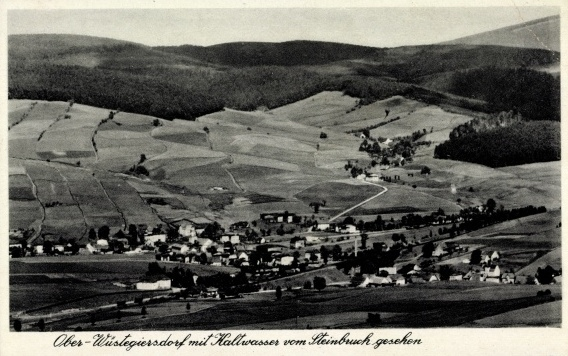
Historische Ansichtskarte von Ober-Wüstegiersdorf

Oberwüstegiersdorf gehörte zur Herrschaft Fürstenstein im Herzogtum Schweidnitz. Es wurde vermutlich Ende des 14. Jahrhunderts gegründet. Während der Hussitenkriege wurde es zerstört und 1498 noch als „wüst“ bezeichnet. Um 1530 wurde es wiederbesiedelt und eine evangelische Kirche erbaut. Für das Jahr 1536 ist ein evangelischer Geistlicher belegt. 1576 waren in „Ober-Giehrsdorff“ 21 Bauern ansässig. Der bis dahin betriebene Kupferbergbau wurde 1586 eingestellt. Um 1614 entstand eine steinerne Kirche, die nach den Verwüstungen des Dreißigjährigen Krieges 1650 wieder aufgebaut und 1654 an die Katholiken übergeben wurde. Für das Jahr 1735 sind elf Hausweber belegt.
Nach dem Ersten Schlesischen Krieg 1742 fiel Oberwüstegiersdorf zusammen mit dem größten Teil Schlesiens an Preußen. Im selben Jahr wurde eine evangelische Schule eröffnet. Im Zweiten Schlesischen Krieg musste Oberwüstegiersdorf am 21. Mai 1745 starke Plünderungen erdulden. 1772 wurde die Kolonie „Neuwüstegiersdorf“ gegründet, die überwiegend von Webern bewohnt war. Wirtschaftliche Bedeutung erlangte die Leinenweberei. Im Jahre 1799 betrug der Wert der Leinenausfuhr 221.804 Reichstaler.
Nach der Neugliederung Preußens gehörte Oberwüstegiersdorf seit 1815 zur Provinz Schlesien und war ab 1816 dem Landkreis Waldenburg eingegliedert, mit dem es bis 1945 verbunden blieb. 1840 lebten in Oberwüstegiersdorf 1152 Einwohner, die Zahl der Webstühle betrug 80. In Neuwüstegiersdorf waren es 150 Einwohner und 27 Webstühle. 1855 wurde eine katholische Schule errichtet und 1869 eine katholische Pfarrei. Seit 1874 bildete „Ober Wüstegiersdorf“ den gleichnamigen Amtsbezirk mit den Landgemeinden Neu Wüstegiersdorf und Ober Wüstegiersdorf sowie dem Gutsbezirk Ober Wüstegiersdorf. 1880 erhielt Oberwüstegiersdorf einen Bahnhof an der Bahnlinie Dittersbach–Glatz. 1882 und 1890 wurde erfolglos versucht, den Kupferbergbau wieder aufzunehmen. Zum 1. Januar 1929 wurde Neuwüstegiersdorf nach Oberwüstegiersdorf eingemeindet. 1939 wurden 1567 Einwohner gezählt. Zur Zeit des Zweiten Weltkrieges gehörte ein Teil von Oberwüstegiersdorf zum Projekt Riese, einem Außenlager des KZ Groß-Rosen, welches für die Organisation Todt eingerichtet wurde. Im Arbeitslager in Oberwüstegiersdorf waren etwa 400 bis 500 meist jüdische Häftlinge untergebracht. Es wurde als Schotterwerk bezeichnet, da die Häftlinge in einem Steinbruch arbeiteten, der die angrenzenden Baustellen belieferte. Ein Teil der ehemaligen Baracken kann heute noch besichtigt werden.
Als Folge des Zweiten Weltkriegs wurde Oberwüstegiersdorf 1945 wie der größte Teil Schlesiens unter polnische Verwaltung gestellt und in Głuszyca Górna umbenannt. Die deutsche Bevölkerung wurde, soweit sie nicht schon vorher geflohen war, 1946 weitgehend vertrieben. Die neuen Bewohner waren zum Teil Heimatvertriebene aus Ostpolen. 1975–1998 gehörte Głuszyca Górna zur Woiwodschaft Wałbrzych (Waldenburg).